# ヴァーデナ
ヴァーデナ（イタリア語: Vadena ; ドイツ語: Pfatten プファッテン）は、イタリア共和国トレンティーノ＝アルト・アディジェ州ボルツァーノ自治県にある、人口約1,100人の基礎自治体（コムーネ）。

## 地理

### 位置・広がり

#### 隣接コムーネ
隣接するコムーネは以下の通り。
- アッピアーノ・スッラ・ストラーダ・デル・ヴィーノ
- ボルツァーノ
- ブロンツォーロ
- カルダーロ・スッラ・ストラーダ・デル・ヴィーノ
- ライヴェス
- オーラ
- テルメーノ・スッラ・ストラーダ・デル・ヴィーノ

## 行政

### 分離集落
ヴァーデナには、以下の分離集落（フラツィオーネ）がある。
- Birti/Birtihof, Carnèl, Masetta/Wachsbleiche, Maso Stadio (Castelvarco)/Stadelhof (Laimburg), Monte/Berg, Mover/Mayrhöfe, Novale al Varco/Kreither Sattel, Piccolongo/Piglon

## 住民

### 言語
| 言語集団調査（2011年） | 言語集団調査（2011年） | 言語集団調査（2011年） | 言語集団調査（2011年） | 言語集団調査（2011年） |
| ---------------------- | ---------------------- | ---------------------- | ---------------------- | ---------------------- |
|                        |                        |                        |                        |                        |
| ドイツ語               | ドイツ語               |                        | 38.06%                 | 38.06%                 |
| イタリア語             | イタリア語             |                        | 61.50%                 | 61.50%                 |
| ラディン語             | ラディン語             |                        | 0.44%                  | 0.44%                  |

2011年に行われた、住民がドイツ語・イタリア語・ラディン語のいずれの「言語集団」に属するかの調査によれば（ボルツァーノ自治県#言語集団調査参照）、住民の約62%がイタリア語話者、約38%がドイツ語話者である。